# Planta (альбом)
| Оценки критиков      | Оценки критиков |
| Источник             | Оценка          |
| -------------------- | --------------- |
| Consequence of Sound | [ 1 ]           |
| Slant Magazine       | [ 2 ]           |
| Allmusic             | [ 3 ]           |
| NME                  | 5/10            |
| Rolling Stone        | 2/5             |

Planta — четвёртый студийный альбом группы Cansei de Ser Sexy, выпущен в 2013 году. Спродюсирован Дэйвом Ситеком, который также работал с Yeah Yeah Yeahs, Liars, Foals, Celebration.

## Список композиций
| №   | Название                          | Длительность |
| --- | --------------------------------- | ------------ |
| 1.  | «Honey»                           | 4:02         |
| 2.  | «Hangover»                        | 2:42         |
| 3.  | «Into the Sun»                    | 4:57         |
| 4.  | «Girlfriend»                      | 3:14         |
| 5.  | «Dynamite»                        | 2:44         |
| 6.  | «Sweet»                           | 3:52         |
| 7.  | «Too Hot»                         | 3:58         |
| 8.  | «Teenage Tiger Cat»               | 2:52         |
| 9.  | «Frankie Goes to North Hollywood» | 4:26         |
| 10. | «The Hangout»                     | 3:02         |
| 11. | «Faith in Love»                   | 4:38         |

## Участники записи
- Lovefoxxx — вокал
- Луиза Са — гитара, ударные, клавишные
- Ана Резенде — гитара, клавишные, губная гармоника
- Каролина Парра — гитара, ударные